# Liberato Caboclo
José Liberato Ferreira Caboclo (Rio de Janeiro, 14 de março de 1938 – São José do Rio Preto, 14 de junho de 2025) foi um médico, escritor e político brasileiro.  Filiado ao Partido Democrático Trabalhista (PDT), foi deputado federal pelo estado de São Paulo entre 1990 e 1994 e teve um mandato como prefeito de São José do Rio Preto, de 1997 à 2000.

## Biografia

### Primeiros anos e formação acadêmica
Nascido no bairro de Piedade, na cidade do Rio de Janeiro, no ano de 1938, José é filho de um militar e de uma costureira. Após terminar o colegial, ingressou no curso de medicina da Universidade Federal do Rio de Janeiro (UFRJ), após ter sido aprovado em segundo lugar no vestibular.
Em 1968, concluiu sua pós-graduação na Universidade Estadual de Goiás (UEG). Realizou doutorado no Instituto Karolinska, em Estocolmo, na Suécia.

### Carreira
Mudou-se para São José do Rio Preto, cidade no interior do estado de São Paulo, no ano de 1971, para ser docente no curso de medicina da Faculdade de Medicina de São José do Rio Preto (FAMERP). Na faculdade, ocupou diversos cargos de gestão hospitalar, além de ter sido diretor em duas oportunidades, de 1972 até 1980 e de 1981 à 1985.

## Política
Iniciou sua atividade política militando no Partido Comunista Brasileiro (PCB).
Filiado ao Partido Democrático Trabalhista (PDT), foi eleito deputado federal pelo estado de São Paulo na eleição de 1990, após receber 49.394 votos. Foi o segundo mais votado do partido, ficando atrás apenas de seu companheiro de legenda Beto Mansur. Durante o mandado, eventualmente, assumiu o comando do partido na Câmara dos Deputados, em Brasília. Votou de maneira favorável ao impeachment de Fernando Collor de Mello, e durante a sessão de votação utilizou a tribuna do Congresso para afirmar "não resta dúvida de que a unanimidade da sociedade já se definiu pela culpa do Sr. Presidente e sua impossibilidade de continuar a exercer uma função que o povo lhe outorgou."
Ainda pelo PDT, foi candidato a prefeito de São José do Rio Preto pela sigla em 1996. Foi eleito ao cargo, após receber 52.267 votos, superando João Gonçalves (PTB), marcando a primeira vez que o partido chegava a prefeitura da cidade. Após um semestre no cargo deixou o PDT, ficando sem partido. Enquanto prefeito teve desafios frente à gestão, enfrentado uma alta de casos de dengue no município e tendo embates com a imprensa e políticos locais.
No ano de 1999, retornou ao PDT — partido que permaneceu até o fim de sua vida — porém, desistiu de realizar uma tentativa para ser reeleito após desentendimentos com o presidente do partido com Leonel Brizola, a quem o acusou de "complô" contra sua candidatura para reeleição.

## Morte
Morreu em 14 de julho de 2024, aos 87 anos em sua residência, após sofrer com problemas renais e cardíacos. Seu corpo foi velado na Câmara Municipal de São José do Rio Preto. Deixou três filhos.